# 戦士症候群
戦士症候群（せんししょうこうぐん）は、1980年代の日本においてオカルト雑誌の読者コーナーに端を発したサブカルチャー現象。

## 概要
1980年代、オカルト雑誌『ムー』（学研）の文通コーナー「コンタクト・プラザ」や『トワイライトゾーン』（ワールドフォトプレス）、『マヤ』（学研）の文通コーナーに、以下に述べるパターンの投稿が多発した。初登場は1984年だが1986年にはそれが急増し、投稿コーナーのほとんどがそれらで埋め尽くされてしまうに至った。
投稿の内容は、「自分は目覚めた戦士」で「仲間の戦士を探しています」という戦士パターンと、「自分は前世の記憶を取り戻した転生者」で「前世で繋がっていた仲間を探しています」という転生者パターンの2パターンおよび両者の混合型に大きく分類される。
戦士パターンは平井和正と石ノ森章太郎の『幻魔大戦シリーズ』（特に1983年公開の劇場版『幻魔大戦』）の影響を強く受けており、転生者パターンはテレビアニメ 『ムーの白鯨』や冬木るりかの『アリーズ』、佐藤史生の『ワン・ゼロ』など、「転生した仲間たちと共に敵と戦う」といった当時流行した作品に影響を受けた設定が多い。また戦士パターンには来たるべき最終戦争（ハルマゲドン）に関して五島勉の『ノストラダムスの大予言』の影響もみられるが、転生者パターンでも戦士は登場し、こちらは必ずしもハルマゲドンと結びつかず、むしろ身分のひとつとされている。両パターンともオーラにより階級や身分が識別、判断されるといった内容が散見される。
1986年から『花とゆめ』で連載された日渡早紀の漫画『ぼくの地球を守って』は、この戦士症候群にヒントを得ており、作中では「学嫌社」のオカルト雑誌『ブー』上で仲間を募る設定である。日渡は『ぼくの地球を守って』8巻で、フィクションと現実の区別をつけてほしいと読者に向けて書いている。

## 投稿例
- 「せい、ゆうや、せいや、ゆう、夕顔という5人の名前に何かを感じた方は連絡を」（「コンタクト・プラザ」、『ムー』1986年8月号）
- 「霧風、涼風、時風、白羽の名におぼえのある方か私を仲間と感じる方、助けてください！　わたしはひとりぼっちです。またフェーディア、イディス、レオーラ、ファーミュ、フレード、リュシュ、ティアンという言葉についてなにか知っていたらおしえてください、それと戦士の方、どうか私に最終戦争のことをくわしくおしえてください」（「コンタクト・プラザ」、『ムー』1987年6月号）
- 「前世名が神夢、在夢、星音という三人の男性を探しています。早く目覚めて連絡を」（「コンタクト・プラザ」、『ムー』1987年7月号）
- 「戦士、巫女、天使、妖精、金星人、竜族の民の方、ぜひお手紙ください。戦士でありながら巫女でもある私です」（「コンタクト・プラザ」、『ムー』1987年9月号）
- 「前世アトランティスの戦士だった方、石の塔の戦いを覚えている方、最終戦士の方、エリア、ジェイ、マイナ、カルラの名を知っている方」（「コンタクト・プラザ」、『ムー』1988年4月号）
- 「サヴァーリア、ウェリファリア、カイ・シヴァ、アメリアの名に覚えのある方、ピンときた方、長生族、水龍族の方、アトランティスの巫女、火、土、水、嵐のどれかを操れる方お手紙ください。こちらはサラ・ウェア・アメリアです」（「コンタクト・プラザ」、『ムー』1988年11月号）

## 余波
1989年8月16日、徳島県徳島市で小中学生の女子3名が解熱剤を大量に飲む自殺ごっこをして救急搬送される事件が起きた。彼女たちは紙に書いた筋書きを作っており、「前世は美しいお姫様のミリナやミルシャー」であり、「前世を覗くために一度死んで戻るつもりだった」と語った。

## 考察
- 新山哲は、実際に投稿者とコンタクトを取ったところ、彼女らはごく普通の少女であったとし、その種の投稿はコミュニケーションとして、またアイデンティティの自給自足としての想像であり、本人たちもわかった上でやっているのではないかとしている[10]。